# Christian Cruz
Christian Geovanny Cruz Tapia (n. Guayaquil, Ecuador; 1 de agosto de 1992) es un futbolista ecuatoriano. Juega de defensa en Naranja Mekanica F.C de la Segunda Categoría del Ecuador. 

## Trayectoria

### Barcelona
Inició en la cantera del Barcelona de Guayaquil, empezando en las categorías inferiores del club amarillo. En su debut el 31 de julio de 2010 cumplió una muy buena actuación ante Centro Deportivo Olmedo en la fecha 4 de la segunda etapa, fue titular aquel partido y reemplazado por Geovanny Nazareno, desde sus primeros partidos se proyectó como una de las jóvenes promesas para el club y la selección. En la temporada 2011 fue donde tuvo más participación, en total 15 partidos, en 2012 fue parte del equipo que logró el campeonato nacional tras 15 años de sequía, el primero en su carrera.

### Guayaquil City
En 2013 fue cedido a River Ecuador (posteriormente el club cambió de nombre a Guayaquil City Fútbol Club) de la Serie B para ganar más minutos, con el equipo celeste de Guayaquil en las cinco temporadas que estuvo en el club logró el ascenso a la Serie A en 2014, en total disputó 146 partidos y anotó dos goles; el primero lo marcó el 8 de febrero de 2015 ante su anterior club, Barcelona.

### Liga Deportiva Universitaria
Con el gran nivel mostrado en el equipo ciudadano fue fichado por Liga Deportiva Universitaria en 2018, desde la primera temporada con los albos se afianzó en el rol titular siendo uno de los jugadores clave para la obtención del título nacional ese año. Con el equipo capitalino debutó internacionalmente también en 2018, de igual manera alzó los títulos de campeón de la Copa Ecuador en 2019 y fue parte del bicampeonato de la Supercopa de Ecuador en 2020 y 2021.

### Emelec
En diciembre de 2022 el Club Sport Emelec adquiere sus derechos económicos y federativos, siendo nuevo refuerzo por dos temporadas.

## Selección nacional

### Categorías inferiores

#### Participaciones en Sudamericanos
| Campeonato                            | Sede   | Resultado    | Partidos | Goles |
| ------------------------------------- | ------ | ------------ | -------- | ----- |
| Juegos Panamericanos Guadalajara 2011 | México | Primera fase | 0        | 0     |

#### Participaciones en Copas del Mundo
| Campeonato                  | Sede     | Resultado        | Partidos | Goles |
| --------------------------- | -------- | ---------------- | -------- | ----- |
| Copa Mundial Sub-20 de 2011 | Colombia | Octavos de final | 1        | 0     |

### Selección absoluta
El 23 de octubre de 2021 fue incluido por Gustavo Alfaro en la lista de 20 jugadores para disputar el encuentro amistoso ante México el 27 de noviembre. También fue convocado para la doble fecha eliminatoria en noviembre de 2021 ante Chile y Venezuela, fue titular en el partido contra la vinotinto en Quito.

#### Participaciones en eliminatorias
| Eliminatorias     | Sede            | Resultado   | Partidos | Goles |
| ----------------- | --------------- | ----------- | -------- | ----- |
| Eliminatoria 2022 | América del Sur | Clasificado | 1        | 0     |

### Partidos internacionales
Actualizado al último partido disputado el 11 de noviembre de 2021.
| Partidos internacionales con la selección | Partidos internacionales con la selección | Partidos internacionales con la selección | Partidos internacionales con la selección | Partidos internacionales con la selección | Partidos internacionales con la selección | Partidos internacionales con la selección |
| --- | ----------------------------------------- | ----------------------------------------- | ----------------------------------------- | ----------------------------------------- | ----------------------------------------- | ----------------------------------------- |
| \| N.° \| Fecha \| Ciudad \| Rival \| Resultado \| Resultado \| Competencia \| \| --- \| ----------------------- \| --------- \| ----------------- \| --------- \| --------- \| ----------------------------------- \| \| 1. \| 26 de julio de 2017 \| Guayaquil \| Trinidad y Tobago \| 3-1 \| Victoria \| Amistoso \| \| 2. \| 27 de octubre de 2021 \| Charlotte \| México \| 3-2 \| Victoria \| Amistoso \| \| 3. \| 11 de noviembre de 2021 \| Quito \| Venezuela \| 1-0 \| Victoria \| Eliminatorias al Mundial Catar 2022 \| |                                           |                                           |                                           |                                           |                                           |                                           |
| N.° | Fecha                                     | Ciudad                                    | Rival                                     | Resultado                                 | Resultado                                 | Competencia                               |
| 1. | 26 de julio de 2017                       | Guayaquil                                 | Trinidad y Tobago                         | 3-1                                       | Victoria                                  | Amistoso                                  |
| 2. | 27 de octubre de 2021                     | Charlotte                                 | México                                    | 3-2                                       | Victoria                                  | Amistoso                                  |
| 3. | 11 de noviembre de 2021                   | Quito                                     | Venezuela                                 | 1-0                                       | Victoria                                  | Eliminatorias al Mundial Catar 2022       |

## Estadísticas

### Clubes
Actualizado al último partido disputado el 18 de junio de 2023.
| Club                                   | Div.                | Temporada           | Liga  | Liga  | Copas nacionales | Copas nacionales | Copas internacionales | Copas internacionales | Total | Total |
| Club                                   | Div.                | Temporada           | Part. | Goles | Part.            | Goles            | Part.                 | Goles                 | Part. | Goles |
| -------------------------------------- | ------------------- | ------------------- | ----- | ----- | ---------------- | ---------------- | --------------------- | --------------------- | ----- | ----- |
| Barcelona S. C. · Ecuador              | 1.ª                 | 2010                | 7     | 0     | Inexistentes     | Inexistentes     | Inexistentes          | Inexistentes          | 7     | 0     |
| Barcelona S. C. · Ecuador              | 1.ª                 | 2011                | 15    | 0     | Inexistentes     | Inexistentes     | Inexistentes          | Inexistentes          | 15    | 0     |
| Barcelona S. C. · Ecuador              | 1.ª                 | 2012                | 8     | 0     | Inexistentes     | Inexistentes     | Inexistentes          | Inexistentes          | 8     | 0     |
| Barcelona S. C. · Ecuador              | Total club          | Total club          | 30    | 0     | 0                | 0                | 0                     | 0                     | 30    | 0     |
| Guayaquil City · Ecuador               | 2.ª                 | 2013                | 14    | 0     | Inexistentes     | Inexistentes     | Inexistentes          | Inexistentes          | 14    | 0     |
| Guayaquil City · Ecuador               | 2.ª                 | 2014                | 22    | 0     | Inexistentes     | Inexistentes     | Inexistentes          | Inexistentes          | 22    | 0     |
| Guayaquil City · Ecuador               | 1.ª                 | 2015                | 37    | 1     | Inexistentes     | Inexistentes     | Inexistentes          | Inexistentes          | 37    | 1     |
| Guayaquil City · Ecuador               | 1.ª                 | 2016                | 37    | 1     | Inexistentes     | Inexistentes     | Inexistentes          | Inexistentes          | 37    | 1     |
| Guayaquil City · Ecuador               | 1.ª                 | 2017                | 36    | 0     | Inexistentes     | Inexistentes     | Inexistentes          | Inexistentes          | 36    | 0     |
| Guayaquil City · Ecuador               | Total club          | Total club          | 146   | 2     | 0                | 0                | 0                     | 0                     | 146   | 2     |
| Liga Deportiva Universitaria · Ecuador | 1.ª                 | 2018                | 38    | 0     | 0                | 0                | 3                     | 0                     | 50    | 1     |
| Liga Deportiva Universitaria · Ecuador | 1.ª                 | 2019                | 15    | 0     | 0                | 0                | 9                     | 0                     | 31    | 2     |
| Liga Deportiva Universitaria · Ecuador | 1.ª                 | 2020                | 26    | 0     | 0                | 0                | 5                     | 0                     | 26    | 2     |
| Liga Deportiva Universitaria · Ecuador | 1.ª                 | 2021                | 26    | 4     | 2                | 0                | 8                     | 0                     | 34    | 1     |
| Liga Deportiva Universitaria · Ecuador | 1.ª                 | 2022                | 14    | 0     | 1                | 0                | 3                     | 0                     | 18    | 0     |
| Liga Deportiva Universitaria · Ecuador | Total club          | Total club          | 119   | 4     | 3                | 0                | 28                    | 0                     | 150   | 6     |
| C. S. Emelec · Ecuador                 | 1.ª                 | 2023                | 8     | 0     | 0                | 0                | 2                     | 0                     | 10    | 0     |
| C. S. Emelec · Ecuador                 | Total club          | Total club          | 8     | 0     | 0                | 0                | 2                     | 0                     | 10    | 0     |
| Total en su carrera                    | Total en su carrera | Total en su carrera | 303   | 6     | 3                | 0                | 30                    | 0                     | 336   | 6     |
| 1. 2.                                  |                     |                     |       |       |                  |                  |                       |                       |       |       |

## Palmarés

### Campeonatos nacionales
| Título               | Club                         | País    | Año     |
| -------------------- | ---------------------------- | ------- | ------- |
| Campeonato Nacional  | Barcelona S. C.              | Ecuador | 2012    |
| Campeonato Nacional  | Liga Deportiva Universitaria | Ecuador | 2018    |
| Copa Ecuador         | Liga Deportiva Universitaria | Ecuador | 2018-19 |
| Supercopa de Ecuador | Liga Deportiva Universitaria | Ecuador | 2020    |
| Supercopa de Ecuador | Liga Deportiva Universitaria | Ecuador | 2021    |

### Distinciones individuales
| Distinción                                    | Año  |
| --------------------------------------------- | ---- |
| 11 ideal del Campeonato Ecuatoriano de Fútbol | 2018 |